# Münchner Bücherschau junior
Die jährliche Münchner Bücherschau junior, erstmals abgehalten 2006, zählt im Bereich der Kinder- und Jugendkultur sowie im Rahmen der Leseförderung zu den wichtigen Kulturereignissen Münchens. Veranstalter ist der „Börsenverein des Deutschen Buchhandels – Landesverband Bayern e.V.“ in Zusammenarbeit mit dem Kulturreferat der Stadt München.  Angelehnt ist die Ausstellung für Kinder- und Jugendbücher an die „Münchner Bücherschau“, die jährlich im Spätherbst im Gasteig stattfindet.
Jeweils im Frühjahr stellen Kinder- und Jugendbuchverlage an neun Tagen an verschiedenen Orten in München ihr Verlagsprogramm vor. Die Ausstellung ist währenddessen täglich von 9 bis 19 Uhr geöffnet, der Eintritt für die Besucher ist kostenfrei.
Die umfangreiche Buch- und Kindermedienausstellung der „Münchner Bücherschau junior“ wird seit 2011 im Münchner Stadtmuseum präsentiert, vorher gastierte sie in der Münchner Rathausgalerie. Gezeigt werden unter anderem Bücher, Hörbücher, Kinder-CDs, (Lern-)Spiele oder Apps für Kinder. 
Ergänzt wird die Ausstellung durch ein umfangreiches Kinder- und Familienprogramm sowie ein Schulklassenprogramm mit Lesungen und Veranstaltungen rund ums Buch. In Workshops des Vereins Kultur & Spielraum können die kleinen Besucher selbst kreativ werden und eigene kleine Buch-Projekte realisieren.

## Kategorien
- Bilderbuch/erzählendes Kinderbuch
- Hörbuch/CD/DVD
- Comic
- Sachbuch
- Basteln/Kinderbeschäftigung
- Zeitschrift
- Software/Spiele (in Box)
- Elternratgeber

## Kinder- und Familienprogramm
Das Kinder- und Familienprogramm findet an den Wochenenden und am Freitagnachmittag statt. Kinder- und Jugendbuchautoren lesen aus ihren neuesten Büchern, es gibt Exkursionen zu Buch-Orten wie Verlagen und Buchhandlungen oder in andere Kulturinstitutionen wie beispielsweise 2013 zur Bayerischen Staatsoper oder zum Bayerischen Rundfunk.
Informative Abendveranstaltungen für Eltern und Erzieher zum Thema Leseförderung oder zu den neuesten Erscheinungen im Kinder- und Jugendbuchbereich runden das Programm ab.

## Schulklassenprogramm
Das umfangreiche Rahmenprogramm der Münchner Bücherschau junior für Kindergartengruppen und Schulklassen findet werktags im Münchner Stadtmuseum und in der Internationalen Jugendbibliothek in der Blutenburg statt.
Dabei gibt es vormittags die Möglichkeit, die Personen zu treffen, die mit der Entstehung eines Buches zu tun haben: Autoren, Lektoren etc. Hier können im Rahmen von Lesungen auch Fragen an die Autoren gestellt werden, um zu erfahren, wie die Geschichten und Figuren entstanden sind und wie es dann zur Veröffentlichung des Buches kam. Ziel ist, den Kindern einen Einblick in die Entstehung von Geschichten und einen direkten Zugang zu Büchern zu ermöglichen.
Diese Angebote wurden in der Vergangenheit besonders stark nachgefragt und daher immer weiter ausgebaut. Dabei werden auch Schwerpunkte gesetzt (z. B. niederländische Kinder- und Jugendliteratur).
Das Schulklassenprogramm findet in Zusammenarbeit und mit Unterstützung des Referats für Bildung und Sport der Landeshauptstadt München statt.